# Hemaris dentata
Hemaris dentata ist ein Schmetterling (Nachtfalter) aus der Familie der Schwärmer (Sphingidae). Auf Grund ihrer ähnlichen Morphologie und Lebensraumbedürfnisse ist davon auszugehen, dass die Art sehr nahe mit Hemaris ducalis verwandt ist.

## Merkmale
Die Falter haben eine Flügelspannweite von 36 bis 45 Millimetern. Die Art ist variabel gefärbt und erscheint bezüglich der Färbung als Bindeglied zwischen dem Hummelschwärmer (Hemaris fuciformis) und dem Olivgrünen Hummelschwärmer (Hemaris croatica). Die Genitalien ähneln jedoch mehr denen des Hummelschwärmers, auch der Hinterleib kann in seiner Färbung dem des Hummelschwärmers nahe kommen. Die Zelle der Vorderflügel ist ungeteilt. Man kann auch Individuen finden, die voll beschuppte Flügel aufweisen.

## Vorkommen und Lebensraum
Die Art ist im Süden der Türkei, westlich bis ins Taurusgebirge verbreitet. Sie ist aus den Bergen nahe Hatay (Amanos Dağları), Nigde und Eğirdir, sowie nahe Tekir, Antalya Süleymanlı, Adıyaman und Elâzığ dokumentiert. Alte Nachweise aus Syrien (Rothschild & Jordan, 1903) betreffen das heutige Staatsgebiet der südlichen Türkei. Die tagaktiven Tiere treten nur sehr lokal mit vereinzelten Exemplaren auf und leben auf blütenreichen Wiesen zwischen 1000 und 2300 Meter Seehöhe. Es wird vermutet, dass die Art ursprünglich in den Zedernwäldern der Bergregionen im Süden der Türkei und in Syrien lebte und auf Grund der Zerstörung dieser Lebensräume nur mehr so individuenarm und lokal auftritt.

## Lebensweise
Die Art ist in ihrer Lebensweise dem Olivgrünen Hummelschwärmer sehr ähnlich. Sie fliegt in einer Generation pro Jahr von Mitte bis Ende Juli. Die Präimaginalstadien sind unbekannt. Es wird jedoch vermutet, dass die Puppe überwintert. Auch die Nahrungspflanzen der Raupen sind unbekannt, jedoch wird auf Grund der Ernährung von Hemaris ducalis an Heckenkirschen (Lonicera) darauf geschlossen, dass auch Hemaris dentata sich von diesen Pflanzen ernährt. Parasitoide der Art sind ebenso unbekannt.

## Taxonomie und Systematik
Die Art wurde 1887 durch Otto Staudinger als Macroglossa ducalis var. dentata beschrieben und wurde als Unterart von Hemaris ducalis betrachtet. Einige Zeit lang wurde außerdem vermutet, dass Hemaris syra das zweite Geschlecht der dimorphen Art Hemaris dentata darstellte, wobei sich jedoch durch die Forschung an weiteren gesammelten Exemplaren zeigte, dass beide eigene Arten darstellen.

## Belege